# Silnice II/150
Silnice II/150 je česká silnice II. třídy vedoucí ve dvou úsecích ze Středočeského kraje na Vysočinu a z Jihomoravského kraje přes Olomoucký kraj do kraje Zlínského. Prochází 5 kraji a 9 okresy. Celá vede v trase patřící dříve silnici I/18 a v celé své délce měří 206,232 km (spolu s větvemi II/150A, II/150B, II/150H a II/150I měří 210,492 km). Je nejdelší silnicí II. třídy v Česku.
Je významnou regionální komunikací v Posázaví, Drahanské vrchovině, na Hané a pod Hostýnem.

## Historie
Silnice značená jako II/150 původně vedla v trase dnešní silnice I/24 (Veselí nad Lužnicí – Třeboň – hraniční přechod Halámky). V rámci přečíslování českých silnic účinného od 1. 1. 1998 byla tato silnice povýšena do kategorie I. třídy a uvolněné číslo II/150 bylo převedeno na téměř třistakilometrový úsek dosavadní silnice I/18 mezi Voticemi a Valašským Meziříčím (zdaleka nejdelší degradovaný úsek v rámci této reformy). Po námitkách ze strany některých dotčených regionů bylo toto rozhodnutí částečně přehodnoceno a část bývalé I/18, nyní II/150, byla opět povýšena do I. třídy, nově s číslem I/19 (úsek Havlíčkův Brod – Žďár nad Sázavou – Sebranice). Tím byla II/150 rozdělena na dva nesouvislé a značně od sebe vzdálené úseky, „český“ a „moravský“. Přesto s celkovou délkou přes 200 km zůstala nejdelší českou silnicí II. třídy.

## Vedení silnice - stručné

### Středočeský kraj
- Votice (vyústění z I/3, návaznost na II/121)
- Jankov
- Louňovice pod Blaníkem (křížení s II/125)
- Načeradec (křížení s II/127, II/137)

### Kraj Vysočina
- Čáslavsko (křížení s II/128)

### Středočeský kraj
- Čechtice (křížení s II/112)
- Loket (křížení s D1 – exit 66)
- Bezděkov (křížení s II/336)

### Kraj Vysočina
- Hněvkovice
- Ledeč nad Sázavou (křížení s II/130, II/339)
- Světlá nad Sázavou (křížení s II/347)
- Okrouhlice
- Havlíčkův Brod
  - křížení s I/34, I/38)
  - zaústění do I/19

přerušení (peáž po I/19)

### Jihomoravský kraj
- vyústění z I/43 u Sebranic
- Boskovice (křížení s II/374)
- Valchov
- Žďárná (křížení s II/373)

### Olomoucký kraj
- Protivanov
- Prostějov (křížení s D46, II/366, II/367, II/377, II/433)
- Dub nad Moravou (křížení s II/435)
- Přerov (křížení s I/47, I/55, II/434, II/436)
- Dřevohostice

### Zlínský kraj
- Bystřice pod Hostýnem (křížení s II/437, II/438)
- Kunovice (křížení s II/439)
- Branky
- Valašské Meziříčí (zaústění do I/35, I/57)

## Vedení silnice - podrobné
| Kraj         | km     |
| ------------ | ------ |
| Středočeský  | 48,876 |
| Vysočina     | 40,366 |
| Jihomoravský | 18,251 |
| Olomoucký    | 73,158 |
| Zlínský      | 29,841 |

### Středočeský kraj

#### Okres Benešov
Celková délka 48,876 km – mostů: 11 – podjezdů: 1

Nejdelší úsek silnice II/150 prochází právě okresem Benešov – téměř 50 km. Silnice začíná vyústěním ze silnice I/3 u Votic a pokračuje dále přes Otradovice, Jankov, Ratměřice, Zvěstov, Libouň až do Louňovic pod Blaníkem, kde peážuje po silnici II/125 v průtahu obcí. Dále pokračuje přes Načeradec a Horní Lhotu. U Kopanin přechází do Kraje Vysočina. Zhruba po 3 km opět prochází přes okres Benešov do Čechtice, kde peážuje po II/112 přes náměstí Dr. Tyrše. Následují obce Křivsoudov, Alberovice a Loket. U Lokte silnice kříží dálnici D1 (EXIT 66). Za Brzoticemi následuje most přes vodní nádrž Švihov a za Bězděkovem silnice opouští Středočeský kraj.

| Místo                  | km     | Cíl                            | Poznámka                                |
| ---------------------- | ------ | ------------------------------ | --------------------------------------- |
| Votice                 | 0,000  | Benešov/Tábor Sedlec-Prčice    | vyústění                                |
| Otradovice             | 1,968  | III/1241 Neustupov             |                                         |
| Otradovice             | 2,120  | III/1115 Budenín               |                                         |
|                        | 2,476  | III/1241 Broumovice            |                                         |
| Jankov                 | 6,232  | III/1114 Jankovská Lhota       |                                         |
| Jankov                 | 6,978  | III/01813 Skrýšov              |                                         |
|                        | 8,216  | III/01814 Odlochovice          |                                         |
| Zvěstov                | 12,311 | III/01815 Šlapánov             |                                         |
| Libouň                 | 13,914 | III/1241 Roudný                |                                         |
|                        | 15,827 | III/1256 Veliš                 |                                         |
| Louňovice pod Blaníkem | 18,154 | Kamberk                        | zaústění                                |
| Louňovice pod Blaníkem | 18,154 | Kondrac                        | vyústění                                |
|                        | 20,565 | III/01817 Býkovice             |                                         |
|                        | 23,326 | III/01818 Pravětice            |                                         |
| Načeradec              | 24,160 | Mladá Vožice III/1288 Slavětín |                                         |
| Načeradec              | 24,528 | Pravonín III/1255 Křížov       |                                         |
| Horní Lhota            | 28,330 | III/1272 Dolní Lhota/Buková    |                                         |
|                        | 31,509 |                                | hranice okresů Benešov / Pelhřimov      |
|                        | 34,453 |                                | hranice okresů Pelhřimov / Benešov      |
| Staré Práchňany        | 34,872 | III/11227 Křešín               |                                         |
|                        | 36,133 | III/01820 Jizbice              |                                         |
| Čechtice               | 38,670 | Křelovice                      | zaústění                                |
| Čechtice               | 38,670 | Vlašim                         | vyústění                                |
|                        | 39,621 | III/11221 Chrastovice          |                                         |
| Křivsoudov             | 41,792 | III/11234 Studený              |                                         |
| Křivsoudov             | 42,215 | III/11221 Strojetice           |                                         |
|                        | 42,979 | III/01821 Lhota Bubeneč        |                                         |
|                        | 42,215 | III/11221 Strojetice           |                                         |
| Loket                  | 45,566 | III/01822 Kačerov              |                                         |
| Loket                  | 46,072 | výjezd od Prahy                | (EXIT 66)                               |
| Loket                  | 46,316 | výjezd od Brna                 | (EXIT 66)                               |
|                        | 46,764 | III/13020 Tomice/Bernartice    |                                         |
|                        | 48,862 | III/11217 Bernartice           |                                         |
|                        | 50,710 | Zruč nad Sázavou               |                                         |
|                        | 51,820 |                                | hranice okresů Benešov / Havlíčkův Brod |

### Kraj Vysočina

#### Okres Pelhřimov
Celková délka 2,944 km – mostů: 1

Okres Pelhřimov zaujímá v délce silnice II/150 nejkratší úsek. Silnice prochází přes Kopaniny a Čáslavsko a u Práchňan přechází zpět do Středočeského kraje. Úsek Čáslavsko–Práchňany je zařazen do páteřní sítě Kraje Vysočina.

| Místo     | km     | Cíl                  | Poznámka                           |
| --------- | ------ | -------------------- | ---------------------------------- |
|           | 31,509 |                      | hranice okresů Pelhřimov / Benešov |
| Čáslavsko | 33,387 | Pacov                |                                    |
|           | 33,752 | III/01819 Štědrovice |                                    |
|           | 34,453 |                      | hranice okresů Pelhřimov / Benešov |

#### Okres Havlíčkův Brod
Celková délka 37,422 km – mostů: 10 – železničních přejezdů: 1 – podjezdů: 1

Do okresu Havlíčkův Brod přichází silnie II/150 od Švihovské vodní nádrže. Prochází Hněvkovicemi a Ledčí nad Sázavou, kde v průtahu městem peážuje po silnici II/130. Následují obce Ostrov, Vilémovice, Leštinka a Mrzkovice. V Ledči nad Sázavou přechází přes řeku Sázavu. Dále pokračuje Novou Vsí u Světlé a Okrouhlicemi. V Havlíčkově Brodě pak v ulici Ledečská zaúsťuje do silnice I/38 a peážuje s ní. V ulici Dolní pak znovu vyúsťuje z I/38 a vede ulicí Žižkova až na kruhový objezd, kde zaúsťuje do silnice I/34. V roce 2017 došlo k opravám silnice v úseku u Okrouhlice a v roce 2018 v úseku Pavlíkov-Leštinka.
| Místo              | km     | Cíl                                      | Poznámka                                |
| ------------------ | ------ | ---------------------------------------- | --------------------------------------- |
|                    | 51,820 |                                          | hranice okresů Benešov / Havlíčkův Brod |
|                    | 52,492 | III/01823 Chotěměřice                    |                                         |
|                    | 52,844 | III/33914 Nová Ves u Dolních Kralovic    |                                         |
| Hněvkovice         | 53,848 | III/01825 Zahájí                         |                                         |
|                    | 56,582 | III/13015 Kožlí                          |                                         |
|                    | 56,850 | III/01827 Sechov                         |                                         |
|                    | 57,958 | III/01830 Bohumilice                     |                                         |
|                    | 58,982 | Ledeč nad Sázavou                        | zaústění                                |
| Ledeč nad Sázavou  | 58,982 | Hradec                                   |                                         |
|                    | 60,140 | III/01832 Ostrov                         |                                         |
| Světlá nad Sázavou | 68,851 | III/01833 Dolní Březinka                 |                                         |
| Světlá nad Sázavou | 70,476 | Kunemil                                  |                                         |
| Světlá nad Sázavou | 70,648 | Závidkovice                              |                                         |
| Okrouhlice         | 79,070 | III/34750 Krásná Hora                    |                                         |
| Okrouhlice         | 79,816 | III/34713 Olešnice III/34723 Veselý Žďár |                                         |
| Havlíčkův Brod     | 84,574 | III/34719 Veselý Žďár                    |                                         |
| Havlíčkův Brod     | 87,179 | ul. Masarykova                           | zaústění v ul. Ledečské                 |
| Havlíčkův Brod     | 87,179 | ul. Masarykova                           | vyústění v ul. Dolní                    |
| Havlíčkův Brod     | 87,332 | III/03810 Bartoušov                      |                                         |
| Havlíčkův Brod     | 89,242 | ul. Žižkova                              | zaústění                                |

### Jihomoravský kraj

#### Okres Blansko
Celková délka 18,251 km – mostů: 8 – železniční přejezd: 1

U Skalice nad Svitavou silnice vyúsťuje na křižovatce se silnicí I/43 (E461) a pokračuje dále přes Mladkov, Boskovice, Valchov a Žďárnou až na hranice Olomouckého kraje.

| Místo     | km      | Cíl                            | Poznámka                           |
| --------- | ------- | ------------------------------ | ---------------------------------- |
|           | 89,242  | Brno/Svitavy                   | vyústění                           |
|           | 89,597  | III/37429 Skalice nad Svitavou |                                    |
|           | 91,052  | III/37420 Svitávka             |                                    |
|           | 91,837  | III/37428 Mladkov              |                                    |
| Boskovice | 94,473  | Blansko/Jevíčko                |                                    |
| Boskovice | 96,095  | III/37424 Újezd u Boskovic     |                                    |
| Boskovice | 96,173  | III/37422 ul. Lidická          |                                    |
|           | 97,454  | III/37359 Hrádkov              |                                    |
| Valchov   | 100,277 | III/01854 Velenov              |                                    |
|           | 102,342 | Ludíkov                        |                                    |
| Žďárná    | 104,422 | Suchý                          |                                    |
|           | 107,493 |                                | hranice okresů Blansko / Prostějov |

### Olomoucký kraj

#### Okres Prostějov
Celková délka 40,458 km – mostů: 6 – železničních přejezdů: 2 – podjezdů: 1

Do Olomouckého kraje silnice II/150 přichází od Boskovic. Prochází obcemi Protivanov a Malé Hradisko. Poté kopíruje hranice Jihomoravského kraje a před obcí Stínava přechází řeku Hloučela (Okluka). Dále pokračuje přes Vícov a Ohrozim až do Prostějova. V Prostějově se také nacházejí tři větve silnice. Větev II/150B je označována polovina kruhového objezdu u sídliště Svobody. Další větev II/150A leží na ulicích Újezd, Vápenice a Blahoslavova. Silnice II/150 pak pokračuje pod D46 a u Čechůvek pak leží třetí větev II/150H, jenž vede do ulice Kralická. Silnice II/150 pak pokračuje kolem Hrdibořic až na hranice okresu Olomouc.

| Místo      | km      | Cíl                                       | Poznámka                                                             |
| ---------- | ------- | ----------------------------------------- | -------------------------------------------------------------------- |
|            | 107,493 |                                           | hranice okresů Blansko / Prostějov                                   |
| Protivanov | 110,984 | III/37727 Niva                            |                                                                      |
| Protivanov | 111,231 | III/37357 Buková                          |                                                                      |
|            | 111,727 | III/37742 Bousín                          |                                                                      |
|            | 120,618 | III/37354 Holubice                        |                                                                      |
| Vícov      | 122,644 | III/37742 Plumlov                         |                                                                      |
| Vícov      | 122,725 | III/37349 Ptení                           |                                                                      |
| Ohrozim    | 127,303 | III/37752 Lešany                          |                                                                      |
|            | 127,741 | III/37751 Plumlov                         |                                                                      |
|            | 129,869 | III/37759 Mostkovice                      |                                                                      |
|            | 130,399 | III/37761 Mostkovice                      |                                                                      |
|            | 130,544 | III/37760 Mostkovice/Smržice              |                                                                      |
|            | 131,601 | Mostkovice                                |                                                                      |
| Prostějov  | 131,760 | III/37762 Seloutky/Smržice                |                                                                      |
| Prostějov  | 133,367 | II150                                     | kruhový objezd na ul. Plumlovská (II/150B – délka větve je 0,125 km) |
| Prostějov  | 134,528 | ul. Blahoslavova                          |                                                                      |
| Prostějov  | 135,029 | III/37766 ul. Žeranovská                  |                                                                      |
| Prostějov  | 135,082 | Němčice nad Hanou                         |                                                                      |
| Prostějov  | 135,545 | Kojetín                                   |                                                                      |
| Prostějov  | 135,893 | Vojáčkovo Náměstí                         |                                                                      |
| Prostějov  | 138,415 | III/4357 Vrbátky                          |                                                                      |
|            | 139,986 | Prostějov (ul. Kralická) III/3679 Kralice |                                                                      |
|            | 141,863 | III/3677 Kralice/Vrbátky                  |                                                                      |
|            | 143,882 | III/4344 Hrdibořice                       |                                                                      |
|            | 144,538 | III/4344 Hrdibořice/Biskupice             |                                                                      |
|            | 145,838 |                                           | hranice okresů Prostějov / Olomouc                                   |

Vedení silnice II/150A
| Místo     | km      | Cíl                     | Poznámka |
| --------- | ------- | ----------------------- | -------- |
| Prostějov | 134,895 | ul. Plumlovská          | vyústění |
| Prostějov | 135,254 | ul. Kostelecká          |          |
| Prostějov | 135,800 | III/44934 ul. Olomoucká |          |
| Prostějov | 135,893 | ul. Svatoplukova        | zaústění |

Vedení silnice II/150H
| Místo | km    | Cíl                                                  | Poznámka |
| ----- | ----- | ---------------------------------------------------- | -------- |
|       | 0,000 | Prostějov (ul. Čs. armádního sboru) III/3679 Kralice | vyústění |
|       | 0,990 | III/3674 Prostějov (ul. Kralická)                    | zaústění |

#### Okres Olomouc
Celková délka 5,974 km – mostů: 5

U Dubu nad Moravou silnice přechází přes řeku Moravu. Před Brodkem u Přerova pak silnice opouští okres Olomouc.

| Místo           | km      | Cíl                         | Poznámka                           |
| --------------- | ------- | --------------------------- | ---------------------------------- |
|                 | 145,838 |                             | hranice okresů Prostějov / Olomouc |
| Dub nad Moravou | 148,233 | Olomouc/Tovačov             |                                    |
| Dub nad Moravou | 148,642 | III/43512 Věrovany/Bolelouc |                                    |
|                 | 151,812 |                             | hranice okresů Olomouc / Přerov    |

#### Okres Přerov
Celková délka 26,726 km – mostů: 3 – železniční přejezd: 1

Dalším okresem Olomouckého kraje, kterým silnice II/150 prochází je Přerov. Prochází Brodkem u Přerova. Následuje Luková a Rokytnice. V Přerově pak silnice zaúsťuje do I/55. V Přerově pak silniec II/150 vyúsťuje na kruhovém objezdu ze silnice I/55 a pokračuje dále ulicí Želatovská. Za Želatovicemi pak následuje odbočka do obce Čechy, kam vede větev II/150I. Silnice II/150 pokračuje dále přes Domaželice, Dřevohostice, Lipovou a Křtomil Za obcí Křtomil pak silnice opouští Olomoucký kraj.

| Místo            | km      | Cíl                      | Poznámka                         |
| ---------------- | ------- | ------------------------ | -------------------------------- |
|                  | 151,812 |                          | hranice okresů Olomouc / Přerov  |
| Brodek u Přerova | 152,932 | III/4347 Citov           |                                  |
| Brodek u Přerova | 153,103 | III/01856 ul. 9. května  |                                  |
| Brodek u Přerova | 153,201 | III/0552 Majetín         |                                  |
| Brodek u Přerova | 153,589 | III/0553 Kokory          |                                  |
| Rokytnice        | 157,339 | III/0554 Kokory          |                                  |
| Rokytnice        | 157,467 | III/43515 Císařov        |                                  |
| Přerov           | 160,700 | Olomouc/Hulín            | zaústění                         |
| Přerov           | 160,700 | Olomouc/Hulín Radslavice | vyústění                         |
|                  | 163,239 | III/01860 Želatovice     |                                  |
|                  | 164,216 | III/01858 Želatovice     |                                  |
|                  | 165,520 | III/0559 Prusy           |                                  |
|                  | 166,569 | III/05510 Čechy          |                                  |
|                  | 167,738 | III/01861 Domaželice     |                                  |
|                  | 168,478 | III/05510 Čechy          |                                  |
| II150            | 0,000   | II150                    | větev silnice II/150 (u Čech)    |
| II150            | 0,628   | III/0559H Prusy          | větev silnice II/150 (u Čech)    |
| II150            | 2,147   | III/05510                | větev silnice II/150 v Čechách   |
|                  | 170,616 | III/43716 Nahošovice     |                                  |
| Dřevohostice     | 171,631 | III/43725 (náměstí)      |                                  |
| Dřevohostice     | 171,694 | III/01862 Turovice       |                                  |
| Dřevohostice     | 171,860 | III/43724 Radkovy        |                                  |
| Dřevohostice     | 171,898 | III/49010 Prusinovice    |                                  |
|                  | 176,391 |                          | hranice okresů Přerov / Kroměříž |

### Zlínský kraj

#### Okres Kroměříž
Celková délka 14,722 km – mostů: 5 – železničních přejezdů: 1

Silnice II/150 vede Kromeřížským okresem přes Bystřici pod Hostýnem a dále pak přes Loukov, Osíčko a Komárno, kde překračuje řeku Juhyně. Za Komárnem následují hranice okresu Vsetín.

| Místo                 | km      | Cíl                             | Poznámka                         |
| --------------------- | ------- | ------------------------------- | -------------------------------- |
|                       | 176,391 |                                 | hranice okresů Přerov / Kroměříž |
| Bystřice pod Hostýnem | 178,570 | Holešov                         |                                  |
| Bystřice pod Hostýnem | 178,848 | III/43728 ul. Nádražní          |                                  |
| Bystřice pod Hostýnem | 178,933 | Chvalčova Lhota                 |                                  |
| Bystřice pod Hostýnem | 179,137 | Blazice                         |                                  |
|                       | 180,165 | Vítonice                        |                                  |
|                       | 180,492 | III/43729 Bystřice pod Hostýnem |                                  |
|                       | 181,597 | III/4389 Libosváry              |                                  |
| Loukov                | 184,495 | III/43810 Libosváry             |                                  |
|                       | 187,832 | III/43811 Horní Újezd           |                                  |
| Komárno               | 189,658 | III/01864 Provodovice           |                                  |
|                       | 189,882 | III/01865 Podhradní Lhota       |                                  |
|                       | 191,113 |                                 | hranice okresů Kroměříž / Vsetín |

#### Okres Vsetín
Celková délka 15,119 km – mostů: 6 – železničních přejezdů: 3 – podjezd: 1

Posledním okresem, kterým silnice II/150 vede a ve kterém končí, je Vsetín. Silnice vede přes Kunovice, Loučku a Branky. Přichází do Valašského Meziříčí, kde vede přes řeku Bečvu a končí zaústěním u kruhového objezdu, který je křižovatkou silnic I/35, I/57 a II/150.

| Místo             | km      | Cíl                                      | Poznámka                         |
| ----------------- | ------- | ---------------------------------------- | -------------------------------- |
|                   | 191,113 |                                          | hranice okresů Kroměříž / Vsetín |
|                   | 191,181 | III/01866 Podhradní Lhota                |                                  |
| Kunovice          | 192,363 | Kelč                                     |                                  |
| Kunovice          | 192,831 | III/43921 Babice                         |                                  |
|                   | 193,460 | III/01867 žel. stanice Kunovice – Loučka |                                  |
| Loučka            | 194,263 | III/01868 Podolí                         |                                  |
|                   | 197,205 | III/43917 Police                         |                                  |
| Branky            | 199,706 | III/43915 Kladeruby                      |                                  |
| Poličná           | 202,870 | III/43916 Lhota                          |                                  |
| Valašské Meziříčí | 205,026 | III/05721 ul. Sokolská                   |                                  |
| Valašské Meziříčí | 206,232 | Vsetín Rožnov pod Radhoštěm / Hranice    | zaústění                         |

## Vodstvo na trase
V Libouni vede přes Strašický potok, dále u Louňovic pod Blaníkem přes Blanici, mezi Novými a Starými Práchňanami přes potok Mohelnice, mezi Čechticemi a Křivsoudovem přes Čechtický potok, v Ledči nad Sázavou přes Sázavu (opět ji přejíždí ve Světlé nad Sázavou a Okrouhlici),
Mezi obcemi Otradovice u Votic a Otradovice u Jankova vede po hrázi rybníka Vinduška, ze kterého vytéká potok Chotýšanka. Mezi Kopaninama a Čáslavskem byla postavena na hrázi rybníka Stupník, ze kterého vytéká Stupnický potok.